# Halemejse
Halemejsen (Aegithalos caudatus) er en 14 centimeter lang spurvefugl, der er almindelig som standfugl i Danmark, bortset fra i Vest- og Nordjylland. Den er i øvrigt udbredt i det meste af resten Europa og Asien. Den er ikke i familie med de andre mejser, men placeres i sin egen familie, halemejser. Den foretrækker løvskove og blandingsskove, især skovmoser. Ofte ser man halemejser søge føde mellem træernes yderste grene i mindre, omstrejfende flokke. I yngletiden optræder de dog parvis og mere diskret.

## Ynglepladser
Halemejsen placerer oftest sin rede i en grenkløft i eksempelvis et birketræ. Dens rede er formet som en kugle med indgangshul i siden. Reden bygges af mos og dun og kamufleres med lav bundet sammen af spindelvæv. Heri lægges 9-12 æg i begyndelsen af maj måned, som udruges i løbet af 13 dage. Efter yderligere 15-16 dage flyver ungerne fra reden.

## Føde
Halemejsens føde består hovedsageligt af små insekter og spindlere, men det hænder, at den om vinteren æder plantefrø.